# Papiro 106
O Papiro 106 ({\displaystyle {\mathfrak {P}}}106) é um antigo papiro do Novo Testamento que contém fragmentos do primeiro capítulo do Evangelho de João(1:29-35; 1:40-46).